# Ron Francis
Ronald "Ron" Michael Francis, Jr., född 1 mars 1963 i Sault Ste. Marie, Ontario, är en kanadensisk före detta professionell ishockeyspelare. Francis spelade 23 säsonger i NHL för Hartford Whalers, Pittsburgh Penguins, Carolina Hurricanes och Toronto Maple Leafs. Han vann Stanley Cup med Pittsburgh Penguins 1991 och 1992.
Francis ligger tvåa i antalet assist (1249), trea i antalet spelade matcher (1731), femma i antalet poäng (1798) och på tjugosjunde plats i antalet mål (549) i NHL.
Han var general manager för Hurricanes mellan 2014 och 2018. Sedan den 18 juli 2019 är han general manager för Seattle Kraken, det senaste expansionslaget som kommer att spela i NHL från och med säsongen 2021–2022.
Francis är kusin till den före detta ishockeymålvakten Mike Liut som spelade i NHL mellan 1979 och 1992. Luit var landslagsmålvakt för team Canada 1981, Canada Cup.

## Statistik
| 1980–81    | Sault Ste. Marie Greyhounds | OHL        | 64   | 26  | 43   | 69   | 33  | 19  | 7  | 8  | 15  | 34 |
| 1981–82    | Sault Ste. Marie Greyhounds | OHL        | 25   | 18  | 30   | 48   | 33  | —   | —  | —  | —   | —  |
| 1981–82    | Hartford Whalers            | NHL        | 59   | 25  | 43   | 68   | 51  | —   | —  | —  | —   | —  |
| 1982–83    | Hartford Whalers            | NHL        | 79   | 31  | 59   | 90   | 60  | —   | —  | —  | —   | —  |
| 1983–84    | Hartford Whalers            | NHL        | 72   | 23  | 60   | 83   | 45  | —   | —  | —  | —   | —  |
| 1984–85    | Hartford Whalers            | NHL        | 80   | 24  | 57   | 81   | 66  | —   | —  | —  | —   | —  |
| 1985–86    | Hartford Whalers            | NHL        | 53   | 24  | 53   | 77   | 24  | 10  | 1  | 2  | 3   | 4  |
| 1986–87    | Hartford Whalers            | NHL        | 75   | 30  | 63   | 93   | 45  | 6   | 2  | 2  | 4   | 6  |
| 1987–88    | Hartford Whalers            | NHL        | 80   | 25  | 50   | 75   | 87  | 6   | 2  | 5  | 7   | 2  |
| 1988–89    | Hartford Whalers            | NHL        | 69   | 29  | 48   | 77   | 36  | 4   | 0  | 2  | 2   | 0  |
| 1989–90    | Hartford Whalers            | NHL        | 80   | 32  | 69   | 101  | 73  | 7   | 3  | 3  | 6   | 8  |
| 1990–91    | Hartford Whalers            | NHL        | 67   | 21  | 55   | 76   | 51  | —   | —  | —  | —   | —  |
| 1990–91    | Pittsburgh Penguins         | NHL        | 14   | 2   | 9    | 11   | 21  | 24  | 7  | 10 | 17  | 24 |
| 1991–92    | Pittsburgh Penguins         | NHL        | 70   | 21  | 33   | 54   | 30  | 21  | 8  | 19 | 27  | 6  |
| 1992–93    | Pittsburgh Penguins         | NHL        | 84   | 24  | 76   | 100  | 68  | 12  | 6  | 11 | 17  | 19 |
| 1993–94    | Pittsburgh Penguins         | NHL        | 82   | 27  | 66   | 93   | 62  | 6   | 0  | 2  | 2   | 6  |
| 1994–95    | Pittsburgh Penguins         | NHL        | 44   | 11  | 48   | 59   | 18  | 12  | 6  | 13 | 19  | 4  |
| 1995–96    | Pittsburgh Penguins         | NHL        | 77   | 27  | 92   | 119  | 56  | 11  | 3  | 6  | 9   | 4  |
| 1996–97    | Pittsburgh Penguins         | NHL        | 81   | 27  | 63   | 90   | 20  | 5   | 1  | 2  | 3   | 2  |
| 1997–98    | Pittsburgh Penguins         | NHL        | 81   | 25  | 62   | 87   | 20  | 6   | 1  | 5  | 6   | 2  |
| 1998–99    | Carolina Hurricanes         | NHL        | 82   | 21  | 31   | 52   | 34  | 3   | 0  | 1  | 1   | 0  |
| 1999–00    | Carolina Hurricanes         | NHL        | 78   | 23  | 50   | 73   | 18  | —   | —  | —  | —   | —  |
| 2000–01    | Carolina Hurricanes         | NHL        | 82   | 15  | 50   | 65   | 32  | 3   | 0  | 0  | 0   | 0  |
| 2001–02    | Carolina Hurricanes         | NHL        | 80   | 27  | 50   | 77   | 18  | 23  | 6  | 10 | 16  | 6  |
| 2002–03    | Carolina Hurricanes         | NHL        | 82   | 22  | 35   | 57   | 30  | —   | —  | —  | —   | —  |
| 2003–04    | Carolina Hurricanes         | NHL        | 68   | 10  | 20   | 30   | 14  | —   | —  | —  | —   | —  |
| 2003–04    | Toronto Maple Leafs         | NHL        | 12   | 3   | 7    | 10   | 0   | 12  | 0  | 4  | 4   | 2  |
| OHL totalt | OHL totalt                  | OHL totalt | 89   | 44  | 73   | 117  | 79  | 19  | 7  | 8  | 15  | 34 |
| NHL totalt | NHL totalt                  | NHL totalt | 1731 | 549 | 1249 | 1798 | 979 | 171 | 46 | 97 | 143 | 95 |

## Meriter
- Stanley Cup – 1991, 1992
- Frank J. Selke Trophy – 1995
- Lady Byng Trophy – 1995, 1998 och 2002
- NHL Plus/Minus Award – 1995
- King Clancy Memorial Trophy – 2002
- Spelade NHL All-Star Game – 1983, 1985, 1990 och 1996
- Invald i Hockey Hall of Fame 2007

Francis tröjnummer 10 har blivit pensionerat av Hartford Whalers (dock inte officiellt eftersom Whalers inte existerar längre) och upphissat i taket i Hartford Civic Center 2006, tillsammans med Ulf Samuelssons nr 5 och Kevin Dineens nr 11. Dock blev hans tröja nr 10 officiellt pensionerad av Carolina Hurricanes 2006.